# Vallée d'Aoste Donnas

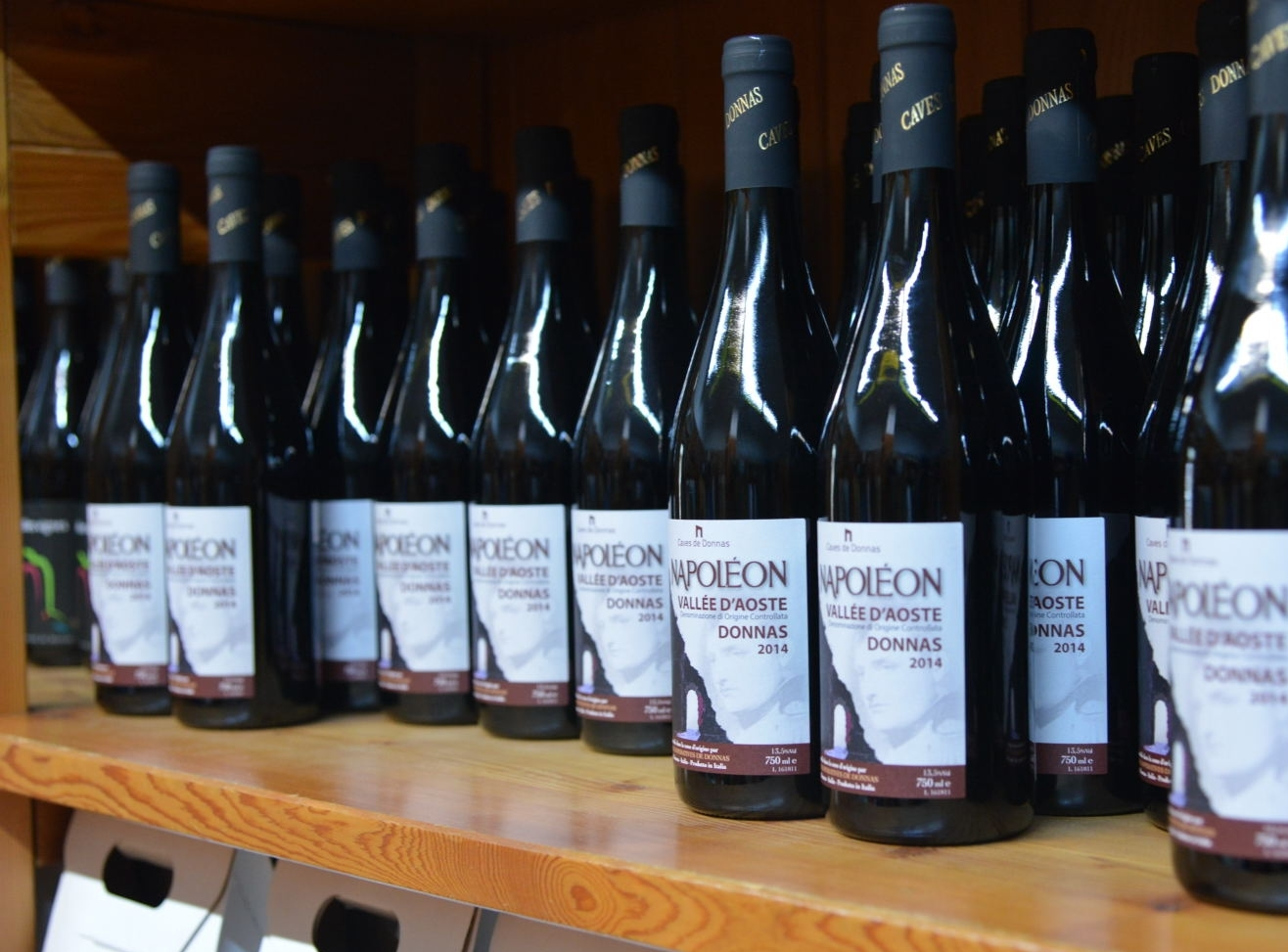
Un des vins Vallée d'Aoste DOC Donnas.

Le Vallée d'Aoste Donnas est un vin rouge italien de la région autonome Vallée d'Aoste doté d'une appellation DOC depuis le 30 juillet 1985. Seuls ont droit à la DOC les vins récoltés à l'intérieur de l'aire de production définie par le décret. Les vignobles autorisés se situent en Vallée d'Aoste dans les communes de Bard, Donnas, Perloz et Pont-Saint-Martin.
Dans la vallée, le vin est surnommé le frère montagnard du Barolo.

## Caractéristiques organoleptiques
- couleur : rouge rubis clair tendant vers un rouge grenat après vieillissement.
- odeur : fin, vineux, avec des arômes d’épices, de chocolat et de noisettes grillées.
- saveur : sec, velouté, tannique, harmonieux.

Le Vallée d'Aoste Donnas se déguste à une température de 14 à 16 °C et il se gardera  3 – 6 ans. 

## Production
Province, saison, volume en hectolitres :
- pas de données disponibles